# Marcy-sous-Marle
 Marcy-sous-Marle  là một xã ở tỉnh Aisne, vùng Hauts-de-France thuộc miền bắc nước Pháp.